# مارسيل كوستلي
مارسيل كوستلي (بالألمانية: Marcel Costly)‏ هو لاعب كرة قدم ألماني في مركز الدفاع، ولد في 20 نوفمبر 1995 في آخيم في ألمانيا. لعب مع ماينتس 05.

## وصلات خارجية
- مارسيل كوستلي على موقع قاعدة بيانات كرة القدم.إي يو (الإنجليزية)
- مارسيل كوستلي على موقع عالم كرة القدم.نت (الإنجليزية)